# Рупневські
Помилка Lua у Модуль:Navbar у рядку 61: Неприпустима назва {{subst:PAGENAME}}.
Рупневські (або Рупньовські; пол. Rupniewscy, Rupniowscy — польський шляхетський рід гербу Шренява.

## Представники
- Кшиштоф — кальвініст, дружина Катажина з Ожаровських
  - Стефан — луцький єпископ РКЦ

- Міхал Кшишитоф — каштелян сондецький
  - Барбара Анна (Анна Барбара) — дружина кам'янецького каштеляна Францішка Шембека, мати Яна Себастіяна Шембека